# Campionati africani di badminton a squadre 2010
I Campionati africani di badminton a squadre 2010 si sono svolti a Kampala, in Uganda, dal 20 al 23 febbraio 2010. È stata la 4ª edizione del torneo, organizzato dalla Badminton Confederation of Africa.

## Podi
| Evento           | Oro       | Argento   | Bronzo    |
| Torneo maschile  | Nigeria   | Mauritius | Egitto    |
| Torneo maschile  | Nigeria   | Mauritius | Sudafrica |
| Torneo femminile | Sudafrica | Egitto    | Burundi   |
| Torneo femminile | Sudafrica | Egitto    | Nigeria   |